# Grb Občine Metlika
Grb Občine Metlika je predstavljen na ščitu srebrne barve. Dno pokrivajo zelena tla, na katerih stoji rdeče obzidje, ki je na vrhu zaključeno s štirimi cinami. Na spodnji strani na sredini je upodobljen črn vhod. Na zunanjih vogalih zidnega venca stoji po en navzven obrnjen črni krokar, na sredini pa se iz obzidja proti vrhu ščita dviga rdeč mestni stolp s tremi cinami.